# 1970-es labdarúgó-világbajnokság-selejtező (CONCACAF)
Az 1970-es labdarúgó-világbajnokság selejtezőjének CONCACAF-zónájában összesen 13 nemzet harcolhatta ki a világbajnoki részvételt. Kuba visszalépett, így végül 12 csapat vett részt a selejtezőkben.

## Lebonyolítás
- Első forduló: a 12 csapatot négy darab 3 tagú csoportba osztották, amelyben és oda-visszavágós rendszerben, hazai pályán és idegenben és megmérkőztek egymás ellen. A csoportgyőztesek bejutottak a második fordulóba.
- Második forduló: a 4 csapatot összepárosították és egyenes kieséses rendszerben döntötték el a továbbjutást. A két győztes bejutott a harmadik fordulóba.
- Harmadik forduló: a két csoportgyőztes oda-visszavágós alapon döntötte el a továbbjutás sorsát és a győztes kijutott az 1970-es világbajnokságra.

## Első forduló

### 1. csoport
| Hely. | Csapat           | M | Gy | D | V | G+ | G– | Gk  | P | Továbbjutás                  |     | Amerikai Egyesült Államok | Kanada | Bermuda |
| ----- | ---------------- | - | -- | - | - | -- | -- | --- | - | ---------------------------- | --- | ------------------------- | ------ | ------- |
| 1.    | Egyesült Államok | 4 | 3  | 0 | 1 | 11 | 6  | +5  | 6 | Bejutott a második fordulóba |     | —                         | 1–0    | 6–2     |
| 2.    | Kanada           | 4 | 2  | 1 | 1 | 8  | 3  | +5  | 5 |                              |     | 4–2                       | —      | 4–0     |
| 3.    | Bermuda          | 4 | 0  | 1 | 3 | 2  | 12 | −10 | 1 |                              | 0–2 | 0–0                       | —      |         |

| 1968. október 6. |

| Kanada                                           | 4–0         | Bermuda |
| ------------------------------------------------ | ----------- | ------- |
| Vigh 3' (11-esből) Zanatta 10' Papadakis 25' 75' | Jegyzőkönyv |         |

| BMO Field, Toronto Nézőszám: 4131 Játékvezető: Javier Galindo (mexikói) |

| 1968. október 13. |

| Kanada                                | 4–2         | Egyesült Államok    |
| ------------------------------------- | ----------- | ------------------- |
| McPate 40' 68' Patterson 79' Vigh 89' | Jegyzőkönyv | Roy 38' Stritzl 89' |

| BMO Field, Toronto Nézőszám: 5959 Játékvezető: Figueroa (Holland Antilláki) |

| 1968. október 20. |

| Bermuda | 0–0         | Kanada |
| ------- | ----------- | ------ |
|         | Jegyzőkönyv |        |

| Bermuda Nemzeti Stadion, Hamilton Nézőszám: 5324 Játékvezető: Teodorus G Koestsier (Holland Antilláki) |

| 1968. október 26. |

| Egyesült Államok | 1–0         | Kanada |
| ---------------- | ----------- | ------ |
| Albrecht 50'     | Jegyzőkönyv |        |

| Atlanta, USA Nézőszám: 3696 Játékvezető: Juan Soto Paris (Costa Rica-i) |

| 1968. november 3. |

| Egyesült Államok                         | 6–2         | Bermuda            |
| ---------------------------------------- | ----------- | ------------------ |
| Millar 22' 63' 82' Baker 25' 56' Roy 60' | Jegyzőkönyv | Trott 34' Best 51' |

| Kansas City, USA Nézőszám: 2235 Játékvezető: Feliz Fingal (Holland Antilláki) |

| 1968. november 11. |

| Bermuda | 0–2         | Egyesült Államok         |
| ------- | ----------- | ------------------------ |
|         | Jegyzőkönyv | Smith 8' (öngól) Roy 41' |

| Bermuda Nemzeti Stadion, Hamilton Nézőszám: 2942 Játékvezető: Felipe Buergo Elcuaz (mexikói) |

### 2. csoport
| Hely. | Csapat             | M | Gy | D | V | G+ | G– | Gk | P | Továbbjutás                  |     | Haiti | Guatemala | Trinidad és Tobago |
| ----- | ------------------ | - | -- | - | - | -- | -- | -- | - | ---------------------------- | --- | ----- | --------- | ------------------ |
| 1.    | Haiti              | 4 | 2  | 1 | 1 | 9  | 5  | +4 | 5 | Bejutott a második fordulóba |     | —     | 2–0       | 4–0                |
| 2.    | Guatemala          | 4 | 1  | 2 | 1 | 5  | 3  | +2 | 4 |                              |     | 1–1   | —         | 4–0                |
| 3.    | Trinidad és Tobago | 4 | 1  | 1 | 2 | 4  | 10 | −6 | 3 |                              | 4–2 | 0–0   | —         |                    |

| 1968. november 17. |

| Guatemala                                                          | 4–0         | Trinidad és Tobago |
| ------------------------------------------------------------------ | ----------- | ------------------ |
| Stokes 30' Murren 66' (öngól) De la Bastide 78' (öngól) Melgar 88' | Jegyzőkönyv |                    |

| Estadio Nacional Mateo Flores, Guatemalaváros Nézőszám: 26 845 Játékvezető: Martin Araya Munoz (Costa Rica-i) |

| 1968. november 20. |

| Guatemala | 0–0         | Trinidad és Tobago |
| --------- | ----------- | ------------------ |
|           | Jegyzőkönyv |                    |

| Estadio Nacional Mateo Flores, Guatemalaváros Nézőszám: 16 215 Játékvezető: Raul Osorio Castillo (mexikói) |

| 1968. november 23. |

| Haiti                                   | 4–0         | Trinidad és Tobago |
| --------------------------------------- | ----------- | ------------------ |
| Saint-Vil 39' 52' Obas 57' François 86' | Jegyzőkönyv |                    |

| Stade Sylvio Cator, Port-au-Prince Nézőszám: 6368 Játékvezető: Alfonso Segura Gamboa (Costa Rica-i) |

| 1968. november 25. |

| Haiti                   | 2–4         | Trinidad és Tobago                |
| ----------------------- | ----------- | --------------------------------- |
| Guillaume 23' Vorbe 52' | Jegyzőkönyv | Archibald 3' 73' 85' Cummings 42' |

| Stade Sylvio Cator, Port-au-Prince Nézőszám: 2233 Játékvezető: Alfonso Gonzalez Archundia (mexikói) |

| 1968. december 8. |

| Haiti                    | 2–0         | Guatemala |
| ------------------------ | ----------- | --------- |
| Désir 15' Barthélemy 45' | Jegyzőkönyv |           |

| Stade Sylvio Cator, Port-au-Prince Nézőszám: 7755 Játékvezető: Eladio Sibaja Molina (Costa Rica-i) |

| 1969. február 23. |

| Guatemala    | 1–1         | Haiti    |
| ------------ | ----------- | -------- |
| González 21' | Jegyzőkönyv | Obas 64' |

| Guatemalaváros, Guatemala Nézőszám: 53 728 Játékvezető: Kenneth Chaplin (jamaicai) |

### 3. csoport
| Hely. | Csapat     | M | Gy | D | V | G+ | G– | Gk | P | Továbbjutás                  |     | Honduras | Costa Rica | Jamaica |
| ----- | ---------- | - | -- | - | - | -- | -- | -- | - | ---------------------------- | --- | -------- | ---------- | ------- |
| 1.    | Honduras   | 4 | 3  | 1 | 0 | 7  | 2  | +5 | 7 | Bejutott a második fordulóba |     | —        | 1–0        | 3–1     |
| 2.    | Costa Rica | 4 | 2  | 1 | 1 | 7  | 3  | +4 | 5 |                              |     | 1–1      | —          | 3–0     |
| 3.    | Jamaica    | 4 | 0  | 0 | 4 | 2  | 11 | −9 | 0 |                              | 0–2 | 1–3      | —          |         |

| 1968. november 27. |

| Costa Rica                          | 3–0         | Jamaica |
| ----------------------------------- | ----------- | ------- |
| Hernández 78' Vaughns 88' Sáenz 89' | Jegyzőkönyv |         |

| Nacional la Sabana, San José, Costa Rica Nézőszám: 14 940 Játékvezető: Jorge Mendez Montes (guatemalai) |

| 1968. december 1. |

| Costa Rica                       | 3–1         | Jamaica      |
| -------------------------------- | ----------- | ------------ |
| Chavarria 17' Vega 34' Núñez 62' | Jegyzőkönyv | Hamilton 45' |

| Nacional la Sabana, San José, Costa Rica Nézőszám: 11 273 Játékvezető: Alfonso Gonzalez Archundia (mexikói) |

| 1968. december 5. |

| Honduras                        | 3–1         | Jamaica   |
| ------------------------------- | ----------- | --------- |
| Urquía 18' Rosales 41' Dick 56' | Jegyzőkönyv | Welsh 89' |

| Estadio Nacional, Tegucigalpa, Honduras Nézőszám: 7441 Játékvezető: Lawrence J King (USA) |

| 1968. december 8. |

| Honduras              | 2–0         | Jamaica |
| --------------------- | ----------- | ------- |
| Mendoza 42' Mejía 73' | Jegyzőkönyv |         |

| Estadio Nacional, Tegucigalpa, Honduras Nézőszám: 3577 Játékvezető: Frank Lee (kanadai) |

| 1968. december 22. |

| Honduras  | 1–0         | Costa Rica |
| --------- | ----------- | ---------- |
| Gómez 32' | Jegyzőkönyv |            |

| Estadio Nacional, Tegucigalpa, Honduras Nézőszám: 8724 Játékvezető: Michael Wurtz (USA) |

| 1968. december 29. |

| Costa Rica    | 1–1         | Honduras               |
| ------------- | ----------- | ---------------------- |
| Chavarria 44' | Jegyzőkönyv | Rosales 25' (11-esből) |

| Nacional la Sabana, San José, Costa Rica Nézőszám: 21 636 Játékvezető: George F Cumberpath (Trinidad és Tobagó-i) |

### 4. csoport
| Hely. | Csapat           | M | Gy | D | V | G+ | G– | Gk | P | Továbbjutás                  |     | Salvador | Suriname | Holland Antillák |
| ----- | ---------------- | - | -- | - | - | -- | -- | -- | - | ---------------------------- | --- | -------- | -------- | ---------------- |
| 1.    | Salvador         | 4 | 3  | 1 | 0 | 7  | 2  | +5 | 7 | Bejutott a második fordulóba |     | —        | 6–0      | 1–0              |
| 2.    | Suriname         | 4 | 2  | 1 | 1 | 7  | 3  | +4 | 5 |                              |     | 4–1      | —        | 6–0              |
| 3.    | Holland Antillák | 4 | 0  | 0 | 4 | 2  | 11 | −9 | 0 |                              | 1–2 | 2–0      | —        |                  |

| 1968. november 24. |

| Suriname                                            | 6–0 | Holland Antillák |
| --------------------------------------------------- | --- | ---------------- |
| Corte 11' 59' Schoonhoven 23' 39' Vanenburg 67' 73' |     |                  |

| Paramaribo, Suriname Nézőszám: 8000 Játékvezető: Lawrence J King (USA) |

| 1968. december 1. |

| Salvador                                                | 6–0         | Suriname |
| ------------------------------------------------------- | ----------- | -------- |
| Estrada 23' 84' Azúcar 56' 88' Barraza 87' Martínez 90' | Jegyzőkönyv |          |

| San Salvador, Salvador Nézőszám: 10 037 Játékvezető: Lloyd de Gourville (Trinidad és Tobagó-i) |

| 1968. december 5. |

| Holland Antillák          | 2–0 | Suriname |
| ------------------------- | --- | -------- |
| Brokke 60' A. Martina 74' |     |          |

| Oranjestad, Holland Antillák Nézőszám: 1592 Játékvezető: Lawrence J King (USA) |

| 1968. december 12. |

| Salvador        | 1–0 | Holland Antillák |
| --------------- | --- | ---------------- |
| Quintanilla 28' |     |                  |

| San Salvador, Salvador Nézőszám: 12 205 Játékvezető: Di Salvatore (USA) |

| 1968. december 15. |

| Salvador                 | 2–1 | Holland Antillák |
| ------------------------ | --- | ---------------- |
| Martínez 58' Barraza 83' |     |                  |

| San Salvador, Salvador Nézőszám: 13 059 Játékvezető: Lloyd de Gourville (Trinidad és Tobagó-i) |

| 1968. december 22. |

| Suriname                                  | 4–1         | Salvador    |
| ----------------------------------------- | ----------- | ----------- |
| Lagadeau 16' 21' Oosthuizen 43' Schal 74' | Jegyzőkönyv | González ?' |

| Nemzeti Stadion, Paramaribo, Suriname Nézőszám: 4327 Játékvezető: Osmond Downer (Trinidad és Tobagó-i) |

## Második forduló

### 1. csoport
| Hely. | Csapat           | M | Gy | D | V | G+ | G– | Gk | P | Továbbjutás                   |
| ----- | ---------------- | - | -- | - | - | -- | -- | -- | - | ----------------------------- |
| 1.    | Haiti            | 2 | 2  | 0 | 0 | 3  | 0  | +3 | 4 | Bejutott a harmadik fordulóba |
| 2.    | Egyesült Államok | 2 | 0  | 0 | 2 | 0  | 3  | −3 | 0 |                               |

| 1969. április 20. |

| Haiti                 | 2–0         | Egyesült Államok |
| --------------------- | ----------- | ---------------- |
| Obas 8' Saint-Vil 54' | Jegyzőkönyv |                  |

| Stade Sylvio Cator, Port-au-Prince, Haiti Nézőszám: 6917 Játékvezető: Javier Galindo (mexikói) |

| 1969. május 11. |

| Egyesült Államok | 0–1         | Haiti         |
| ---------------- | ----------- | ------------- |
|                  | Jegyzőkönyv | Saint-Vil 43' |

| San Diego, USA Nézőszám: 4274 Játékvezető: Keith Dunstan (bermudai) |

Haiti jutott a harmadik fordulóba.

### 2. forduló
| Hely. | Csapat   | M | Gy | D | V | G+ | G– | Gk | P | Továbbjutás              |
| ----- | -------- | - | -- | - | - | -- | -- | -- | - | ------------------------ |
| 1.    | Salvador | 2 | 1  | 0 | 1 | 3  | 1  | +2 | 2 | Pótselejtezőt játszottak |
| 2.    | Honduras | 2 | 1  | 0 | 1 | 1  | 3  | −2 | 2 | Pótselejtezőt játszottak |

| 1969. június 8. |

| Honduras  | 1–0         | Salvador |
| --------- | ----------- | -------- |
| Wells 89' | Jegyzőkönyv |          |

| Estadio Nacional, Tegucigalpa, Honduras Nézőszám: 17 827 Játékvezető: Arturo Yamasaki (mexikói) |

| 1969. június 15. |

| Salvador                                | 3–0         | Honduras |
| --------------------------------------- | ----------- | -------- |
| Martínez 27' (11-esből) 41' Acevedo 29' | Jegyzőkönyv |          |

| San Salvador, Salvador Nézőszám: 36 470 Játékvezető: Walter Van Rosling (Holland Antilláki) |

#### Pótselejtező
Salvador és Honduras azonos pontszámmal végzett, ezért semleges helyszínen egy mindent eldöntő harmadik mérkőzésre került sor.
| 1969. június 26. |

| Salvador                       | 3–2 (h. u.) | Honduras      |
| ------------------------------ | ----------- | ------------- |
| Martínez 8' 28' Rodríguez 101' | Jegyzőkönyv | Gómez 27' 50' |

| Mexikóváros, Mexikó Nézőszám: 15 326 Játékvezető: Abel Aguilar Elizalde (mexikói) |

El-Salvador jutott a harmadik fordulóba. Ezek a mérkőzések kiemelkedő szerepet kaptak a nem sokkal később kitört futballháborúban.

## Harmadik forduló
| Hely. | Csapat   | M | Gy | D | V | G+ | G– | Gk | P | Továbbjutás                                      |
| ----- | -------- | - | -- | - | - | -- | -- | -- | - | ------------------------------------------------ |
| 1.    | Haiti    | 2 | 1  | 0 | 1 | 4  | 2  | +2 | 2 | Pótselejtező döntött a Világbajnoki részvételről |
| 2.    | Salvador | 2 | 1  | 0 | 1 | 2  | 4  | −2 | 2 | Pótselejtező döntött a Világbajnoki részvételről |

| 1969. szeptember 21. |

| Haiti    | 1–2         | Salvador                  |
| -------- | ----------- | ------------------------- |
| Obas 51' | Jegyzőkönyv | Acevedo 43' Rodríguez 62' |

| Stade Sylvio Cator, Port-au-Prince, Haiti Nézőszám: 10 415 Játékvezető: Arturo Yamasaki (mexikói) |

| 1969. szeptember 28. |

| Salvador | 0–3         | Haiti                                 |
| -------- | ----------- | ------------------------------------- |
|          | Jegyzőkönyv | Désir 20' François 40' Barthélemy 44' |

| Estadio Flor Blanca, San Salvador Nézőszám: 36 403 Játékvezető: Abel Aguilar Elizalde (mexikói) |

Salvador és Haiti azonos pontszámmal végzett, ezért semleges helyszínen egy mindent eldöntő harmadik mérkőzésre került sor.
| 1969. október 8. |

| Salvador      | 1–0 (h. u.) | Haiti |
| ------------- | ----------- | ----- |
| Martínez 104' | Jegyzőkönyv |       |

| Nemzeti Stadion, Kingston, Jamaica Nézőszám: 6742 Játékvezető: Keith Dunstan (bermudai) |

## Kijutott csapatok
Az alábbi két csapat jutott ki a CONCACAF-zónából az 1970-es labdarúgó-világbajnokságra.
| Csapat   | Kijutás               | Kijutás dátuma   | Korábbi részvételek a világbajnokságon1 |
| -------- | --------------------- | ---------------- | --------------------------------------- |
| Mexikó   | Rendező               | 1964. október 8. | 6 (1930, 1950, 1954, 1958, 1962, 1966)  |
| Salvador | A 3. forduló győztese | 1969. október 8. | 0 (debütálás)                           |